# Roger Bowen
Roger Wendell Bowen (Providence, 25 maggio 1932 – Marathon, 16 febbraio 1996) è stato un attore statunitense.

## Filmografia parziale

### Cinema
- Funnyman, regia di John Korty (1967)
- Petulia, regia di Richard Lester (1968)
- M*A*S*H, regia di Robert Altman (1970)
- Dai... muoviti (Move), regia di Stuart Rosenberg (1970)
- Una squillo per quattro svitati (Steelyard Blues), regia di Alan Myerson (1973)
- Tunnel Vision, regia di Neal Israel e Bradley R. Swirnoff (1976)
- Il paradiso può attendere (Heaven Can Wait), regia di Warren Beatty e Buck Henry (1978)
- Ma che sei tutta matta? (The Main Event), regia di Howard Zieff (1979)
- Zapped! - Il college più sballato d'America (Zapped!), regia di Robert J. Rosenthal (1982)
- Tutte le manie di Bob (What About Bob?), regia di Frank Oz (1991)
- Cowgirl - Il nuovo sesso (Even Cowgirls Get the Blues), regia di Gus Van Sant (1993) - non accreditato

### Televisione
- What's Going on Here? – serie TV (1963)
- Arnie – serie TV, 48 episodi  (1970-1972)
- Compagni di giochi – film TV (1972)
- Il signor Hunter – film TV (1973)
- Il dottor Jamison – serie TV, 9 episodi (1973-1974)
- Può capitare anche a voi – film TV (1974)
- I boss del dollaro – serie TV, 4 episodi (1976)
- Duffy – film TV (1977)
- Quincy (Quincy, M.E.) – serie TV, 2 episodi (1976-1977)
- Arcibaldo (All in the Family) – serie TV, 2 episodi (1977)
- Battles: The Murder That Wouldn't Die – film TV (1980)
- Goldie e Joe vanno a Hollywood – film TV (1981)
- Visite a domicilio (House Calls) – serie TV, 3 episodi (1979-1981)
- La casa nella prateria (Little House on the Prairie) – serie TV, 2 episodi (1977-1981)
- Signornò (At Ease) – serie TV, 14 episodi (1983)

## Doppiatori italiani
Nelle versioni in italiano delle opere in cui ha recitato, Roger Bowen è stato doppiato da:
- Nando Gazzolo in M*A*S*H
- Gigi Reder in La casa nella prateria (ep. 3x14)
- Diego Reggente in La casa nella prateria (ep. 8x10)